# إي. جاي جونيور
إي. جاي جونيور (بالإنجليزية: E. J. Junior)‏ هو لاعب كرة قدم أمريكية أمريكي، ولد في 8 ديسمبر 1959 في ساليسبري في الولايات المتحدة.

## وصلات خارجية
- إي. جاي جونيور على موقع مرجع كرة القدم المحترفة.كوم (الإنجليزية)